# Dalton (Massachusetts)
Dalton és una població dels Estats Units a l'estat de Massachusetts. Segons el cens del 2000 tenia 6.892 habitants.

## Demografia
Segons el cens del 2000, Dalton tenia 6.892 habitants, 2.712 habitatges, i 1.857 famílies. La densitat de població era de 122 habitants per km².
Dels 2.712 habitatges en un 32,2% hi vivien nens de menys de 18 anys, en un 54,5% hi vivien parelles casades, en un 10,9% dones solteres, i en un 31,5% no eren unitats familiars. En el 26,9% dels habitatges hi vivien persones soles el 12,5% de les quals corresponia a persones de 65 anys o més que vivien soles. El nombre mitjà de persones vivint en cada habitatge era de 2,5 i el nombre mitjà de persones que vivien en cada família era de 3,04.
Per edats la població es repartia de la següent manera: un 25,8% tenia menys de 18 anys, un 6,1% entre 18 i 24, un 26,2% entre 25 i 44, un 25,2% de 45 a 60 i un 16,7% 65 anys o més.
L'edat mediana era de 40 anys. Per cada 100 dones de 18 o més anys hi havia 85,5 homes.
La renda mediana per habitatge era de 47.891 $ i la renda mediana per família de 59.717$. Els homes tenien una renda mediana de 41.379 $ mentre que les dones 28.885$. La renda per capita de la població era de 23.634$. Entorn de l'1,2% de les famílies i el 2,7% de la població estaven per davall del llindar de pobresa.